# 內溝溪
內溝溪位於台灣北部，屬於淡水河水系，為基隆河的支流，河長7公里，流域分佈於新北市汐止區與臺北市內湖區交界一帶。其源頭位於兩地交界的坑頭山南側，向東南流入內湖境內，經水尾潭、內溝後，成為兩地界河，續轉南南西流，於內湖區東湖地區注入基隆河。
內溝溪流域因雨量豐富，河道狹窄且泥沙量大，下游淤積使得河道升高，使得內溝、東湖地區易得水患。整治後的內溝溪河道放寬，並使用生態工法，環境景觀美化，成為東湖地區新的景觀，建有內溝溪生態展示館。
內溝溪與基隆河交會處，2015年2月成為復興航空235號班機墜落處。